# KT Tunstall
KT Tunstall (* 23. června 1975) je skotská zpěvačka a kytaristka. Byla adoptována osmnáct dní po svém narození. Své první album Eye to the Telescope vydala v roce 2004, předcházelo mu ještě EP False Alarm. Následovala alba KT Tunstall's Acoustic Extravaganza (2006), Drastic Fantastic (2007), Tiger Suit (2010), Invisible Empire // Crescent Moon (2013), KIN (2016) a Wax (2018). Spolupracovala i s dalšími hudebníky, mezi něž patří Seasick Steve, Jon Hopkins a Annie Lennox.